# Srđan Mrvaljević
Srđan Mrvaljević (ur. 16 maja 1984 w Belgradzie) – czarnogórski judoka, wicemistrz świata.
W 2008 roku reprezentował swój kraj na igrzyskach w Pekinie.
Największym sukcesem zawodnika jest srebrny medal mistrzostw świata, zdobyty w 2011 roku w Paryżu w kategorii do 81 kilogramów.